# Stadsbrand van Goes
De stadsbrand van 1554 behoort tot de grootste branden die Goes geteisterd hebben. Bij deze stadsbrand op 18 mei 1554 ging ongeveer een kwart van de toenmalige bebouwing van de stad verloren. De schade concentreerde zich in het noordelijk en westelijk gedeelte van de stad.
Onder andere de huizen aan de Turfkade werden in de as gelegd. Na de brand stelde keizer Karel V Goes tijdelijk vrij van belastingheffing, opdat aan het herstel van de stad gewerkt kon worden.
De oorzaak van de brand was een straffe noordoostenwind die de vonken van een in brand geraakte zoutkeet over de stad verspreidde. Na deze ramp werden nieuwe huizen steeds vaker in baksteen gebouwd.

## Voetnoten
1. ↑  Geschiedenis van Goes[dode link]